# Rapimento alla Casa Bianca
Rapimento alla Casa Bianca (First Daughter) è un film per la televisione del 1999 diretto da Armand Mastroianni. Il film ha avuto due seguiti: Giochi di potere del 2000 e First Shot del 2002.

## Trama
Un gruppo terroristico fa un attentato non riuscito alla vita del presidente degli Stati Uniti Jonathan Hayes e il leader del gruppo, Michael Smith, viene successivamente arrestato, mentre alcuni membri del gruppo riescono a sfuggire alla cattura. Otto settimane dopo, considerando rientrato il pericolo, il presidente organizza una vacanza all'aria aperta per la sua figlia adolescente, Jess, che si è stancata della vita pubblica e della costante sorveglianza da parte dei servizi segreti. Jess, entusiasta all'idea del viaggio, è però contrariata nel vedere che sarà accompagnata da un'agente dei servizi segreti, Alex McGregor, con la quale non è in buoni rapporti.
Durante la vacanza, il gruppo degli escursionisti viene avvistato dai membri del gruppo terroristico che si erano nascosti negli stessi boschi per sfuggire alla cattura. I terroristi inizialmente credono che tratti di normali turisti, ma ben presto notano le guardie armate della scorta e uno di loro riconosce Jess, la figlia del Presidente Hayes. Essi organizzano rapidamente un piano per eliminare la scorta e rapire Jess per poi negoziare il rilascio di Smith. L'agguato ha successo ma Alex, miracolosamente sopravvissuta, si mette alla ricerca dei rapitori con l'aiuto di Grant Coleman, esperta guida escursionistica che accompagnava il gruppo. 